# Nhà trọ

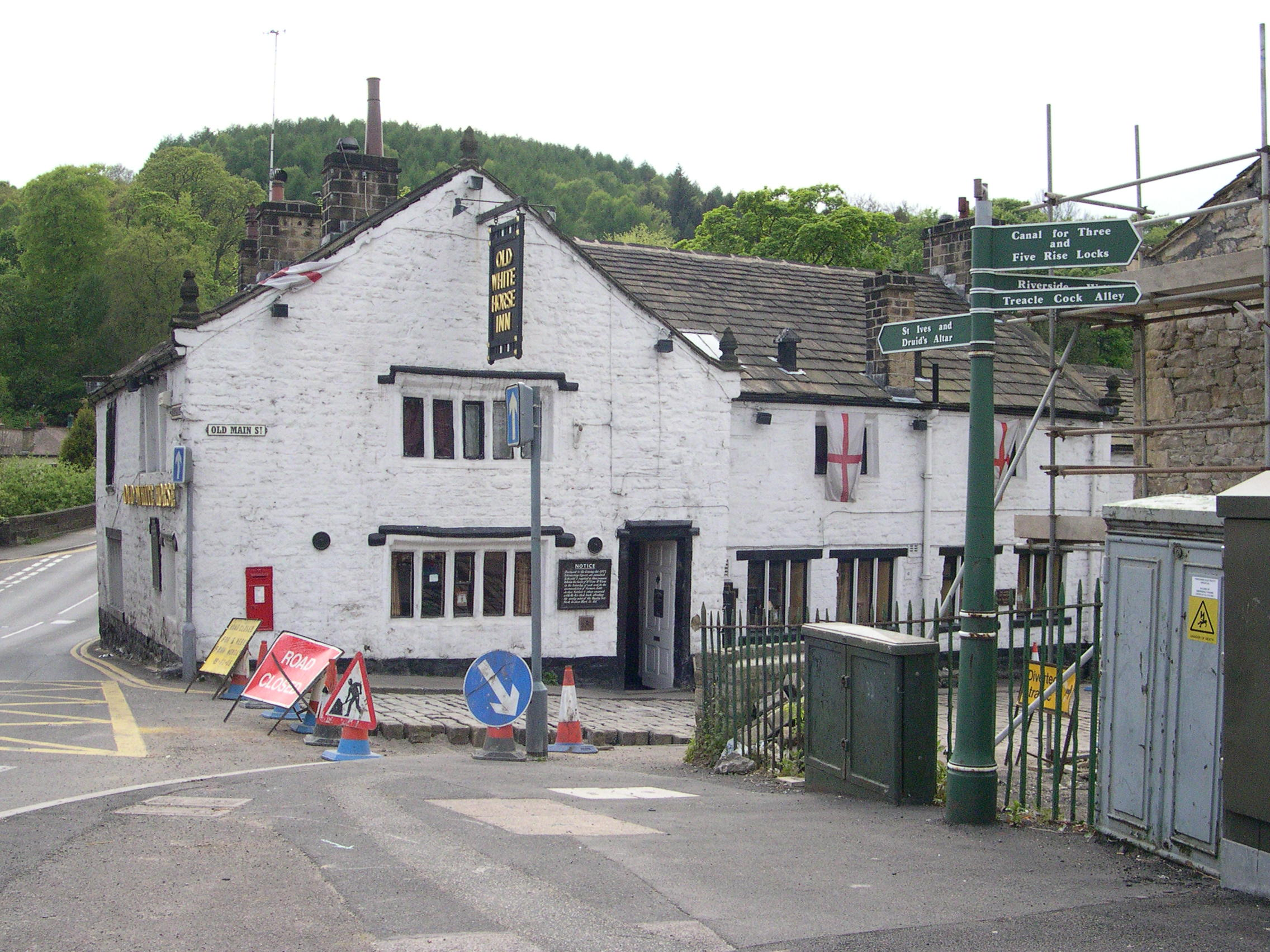
Một nhà trọ ở Anh

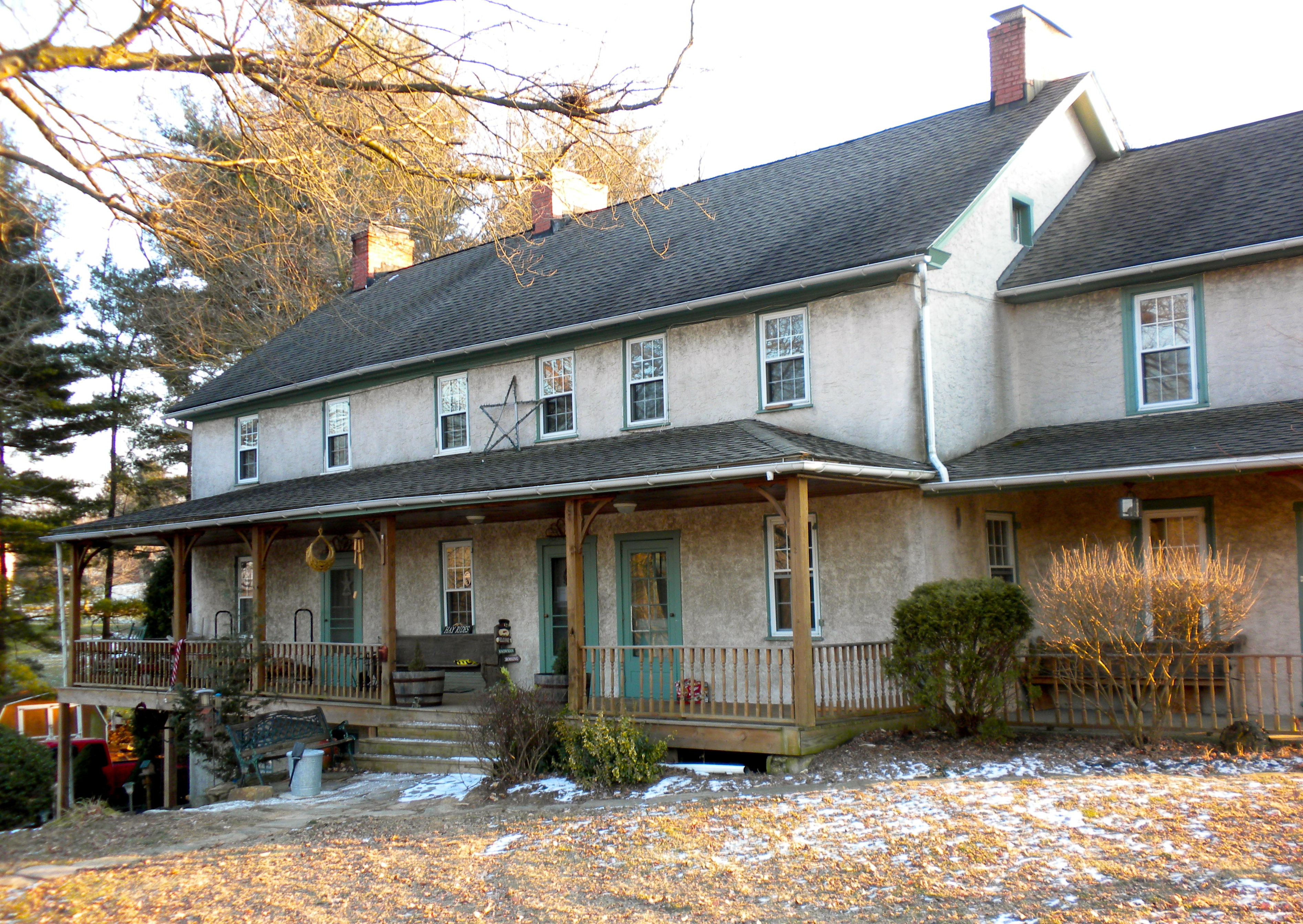
Một nhà trọ ở Mỹ

Nhà trọ hay quán trọ là những ngôi nhà ở hay là cơ sở, công trình kiến trúc được xây dựng hoặc sử dụng để cung cấp cho du khách có thể tìm kiếm chỗ ở, ngủ lại qua đêm và có thể được cung cấp thức ăn uống và phải trả cho người chủ trọ một khoản phí là tiền thuê trọ. Nhà trọ thường nằm ở mặt tiền các đường phố nhưng cũng có thể nằm trong các hẻm phố.
Nhà trọ có thể phân chia thành nhiều loại khác nhau, các quán trọ là những nhà trọ phục vụ cho các du khách hoặc người đi công tác có nhu cầu ngủ qua đêm nhưng không chọn hình thức khách sạn vì lý do giá cả hoặc các thủ tục. Nhà trọ hay phòng trọ là những cơ sở (nhà nguyên căn hoặc một phòng trong một tòa nhà hoặc dãy nhà) dùng để cho thuê dài hạn đối với các đối tượng như sinh viên, công nhân, người lao động, thợ may...
Lịch sử nhà trọ bắt nguồn từ châu Âu và đầu tiên xuất hiện khi người La Mã xây dựng hệ thống đường La Mã cách đây hai thiên niên kỷ. Một số nhà trọ ở châu Âu trong nhiều thế kỷ. Ngoài việc cung cấp cho nhu cầu của du khách, nhà nghỉ truyền thống đóng vai trò là nơi tập hợp cộng đồng dân cư trong vùng.

## Ở Việt Nam
Ở Việt Nam, thông dụng là các nhà trọ hay phòng trọ cho sinh viên thuê, một số nơi nhà được cải tạo thành nhiều phòng và cho nhiều người thuê hình thành nên những dãy phòng trọ hay một khu ở trọ mà thuật ngữ bình dân gọi là xóm trọ. Giá phòng trọ dao động từ 600.000  – 1,5 triệu đồng/phòng/tháng, tùy theo số lượng người ở và diện tích phòng từ 8 – 20m². Ở một số địa phương, nhiều nhà tận dụng những khoảng đất trống của gia đình để xây phòng cho sinh viên thuê trọ. Ít thì vài ba phòng, nhiều thì có tới vài chục phòng. Những căn phòng chỉ được vài mét vuông với giá 600.000 đồng/tháng. Phòng rộng lắm cũng chỉ khoảng 13 – 14m², giá của những căn phòng này đắt gấp rưỡi những căn phòng khác, từ 900.000 đồng – 1.100.000 đồng/phòng.
Mỗi khi đến thời điểm khai giảng năm học, rất nhiều sinh viên và các tình nguyện viên phải vất vả để có thể kiếm được nhà trọ với giá như ý. Chưa kể đến chủ nhà trọ hay tăng giá hoặc ép giá các bạn sinh viên, những người lao động. Theo một thống kê, ở Việt Nam, phần lớn các trường đại học, cao đẳng và dạy nghề chỉ đáp ứng gần  30% chỗ ở cho học sinh, sinh viên, còn trên 70% học sinh, sinh viên phải tự tìm chỗ trọ bên ngoài. Phần lớn sinh viên phải thuê trọ, những nơi trọ của sinh viên đều không bảo đảm điều kiện vật chất, vệ sinh môi trường và việc quản lý sinh viên ở các nhà trọ hầu như bị buông lỏng, nên rất lộn xộn, phức tạp dẫn đến nhiều sinh viên sa ngã vào con đường tệ nạn xã hội.
Đặc biệt vào mùa mưa, thì môi trường sống tại các khu nhà trọ lại càng đáng lo ngại. Quần áo các bạn sinh viên giặt cả tuần phơi không khô, phải mặc đồ ẩm ướt, môi trường sống nhớp nháp là tình cảnh của không ít sinh viên sống trọ tại TP.HCM khi trời mưa liên tục. Điều này đồng nghĩa với việc họ phải sống trong môi trường dễ mắc bệnh. Và nghiêm trọng hơn là nhiều khu nhà trọ còn bị cảnh ngập lụt, khiến các bạn sinh viên, hộ gia đình nghèo phải dở khóc, dở cười. Giường, đồ đạt trong phòng phải cơi nới, muốn đi ra ngoài thì bì bõm, ngập cả ống quần...
Khi đến mùa tựu trường, nhu cầu tìm kiếm phòng trọ của tân sinh viên ngày càng nhiều, nên nguồn phòng trọ cho thuê giá tốt trở nên khó tìm. Lợi dung mùa này, nhiều cò trục lợi, đẩy giá phòng lên cao. Nhiều cò liên kết với chủ nhà trọ "găm" phòng, chờ "cơn sốt" lên tới đỉnh điểm, mới tung ra "chặt chém" tân sinh viên. 
Ngoài ra còn nhiều trường hợp lừa đảo như ép khách thuê đặt nhiều tiền cọc, lật ngược những thỏa thuận ban đầu, thu thêm hàng loạt phí… là những cách nhà chủ moi tiền người đi thuê. Trước hết, họ dán thông báo cho thuê phòng trên cột điện gần các trường đại học, cao đẳng với thông tin hấp dẫn để thu hút người đi đường. Khi đến địa chỉ ghi trên tờ rơi, khách thuê sẽ được giới thiệu những căn phòng đẹp, rộng, thoáng cùng hàng loạt yếu tố thuận lợi như giá rẻ, toilet sạch sẽ, giá điện, giá nước mềm, chỗ để xe an toàn… Thậm chí, có nơi còn miễn phí cả Internet và cáp xem ti vi. Khi khách đồng ý thuê phòng, người này sẽ yêu cầu khách đặt cọc với số tiền khá cao. Đổi lại, người này sẽ ghi giấy nhận đặt cọc cùng các khoản thỏa thuận. Vài ngày hay khi đến hẹn, khách thuê trở lại để ký hợp đồng, sẽ gặp một người khác với hàng loạt cách khiến khách thuê “bỏ của chạy lấy người”.
Để tránh bị lừa đảo, người đi thuê trước khi đặt cọc nên tra địa chỉ nhà thuê, số điện thoại người cho thuê trên các công cụ tìm kiếm, có thể trực tiếp hỏi những người đang thuê trọ tại đó hoặc những hàng xóm xung quanh, đề nghị xem CMND/Căn cước để xác định đúng chủ cho thuê và lưu ý  đọc kỹ hợp đồng đặt cọc cũng như hợp đồng cho thuê.